# Saint-Jean-de-Marcel
Saint-Jean-de-Marcel (okzitanisch: Sant Joan de Marcelh) ist eine französische Gemeinde mit 385 Einwohnern (Stand: 1. Januar 2022) im Département Tarn in der Region Okzitanien (vor 2016: Midi-Pyrénées). Saint-Jean-de-Marcel gehört zum Arrondissement Albi und zum Kanton Carmaux-1 Le Ségala (bis 2015: Kanton Valderiès). 

## Geographie
Saint-Jean-de-Marcel liegt etwa zwölf Kilometer nordöstlich von Albi am Cérou, der die Gemeinde im Süden begrenzt und an seinem Zufluss Céroc, der an der nördlichen Gemeindegrenze verläuft. Umgeben wird Saint-Jean-de-Marcel von den Nachbargemeinden Pampelonne im Norden, Moularès im Norden und Nordosten, Crespin im Osten, Andouque im Südosten, Valderiès im Süden, Rosières im Westen sowie Sainte-Gemme im Nordwesten.

## Bevölkerungsentwicklung
| 1962                      | 1968 | 1975 | 1982 | 1990 | 1999 | 2006 | 2013 |
| ------------------------- | ---- | ---- | ---- | ---- | ---- | ---- | ---- |
| 519                       | 444  | 412  | 371  | 361  | 328  | 317  | 372  |
| Quelle: Cassini und INSEE |      |      |      |      |      |      |      |

## Sehenswürdigkeiten
- Kirche Saint-Jean-Baptiste